# 丸山繁雄
丸山 繁雄（まるやま しげお、1951年6月22日 - ）は、ジャズボーカリストである。

## 略歴
新潟県・高田市にて誕生。東京都在住。
新潟県立高田高等学校卒業後（22回生）、早稲田大学第一文学部に入学。在学中に早稲田大学モダンジャズ研究会に入会、ジャズボーカリストとしての演奏活動を始める。
第一線の音楽家として多方面にわたる音楽活動（後述）を行っている。またジャズならびにアフリカ系アメリカ人文化の研究者である。博士（芸術学）（日本大学、2011年）。さらに日本大学芸術学部音楽学科、自身主宰の「丸山繁雄ボーカルスクール」で後進の指導にあたっている。

## 日本初の業績
- 早稲田大学モダンジャズ研究会初のボーカリスト
- ビッグバンドを率いた最初のボーカリスト（1984年-）
- リーダーとして弦楽四重奏団とコラボレーションした最初のボーカリスト（1987年）
- Jon Hendricks（Vocalese創始者の一人）と最初に共演したボーカリスト（1990年）
- 「スイングジャーナル」誌第1回および第2回批評家投票ボーカル部門第1位（1990年）個人事務所所属にしての快挙
- Verve Recordsにてリーダー作を発表した初のボーカリスト
  - The Vintage Song Book（Verve Records、2001年）

## 演奏歴
- 1974年 小谷教夫トリオにてプロデビュー。その後「銀河鉄道」丸山（Vo、リーダー）本多俊之（As）・向井滋春（Tb）・古澤良次郎（Ds）で活動。（プロデュース：新宿ピット・イン）
- 1981年 A Young Father's Song 発表記念日本縦断ツアー。
- 1983年 「酔狂座」結成。結成当時の主要メンバーは井上淑彦、米田正義、望月英明。全国ツアーを行った。
- 1984年「酔狂座」を核としたビッグバンド「丸山繁雄酔狂座オーケストラ」を結成。月例マラソン・コンサートをピット・イン等で行った。また「日仏会館ホール」でのリサイタルを同年より11年連続で行った。
- 1990年 Jon Hendricks と共演。
- 1992年 「所沢市民会館ミューズ」落成記念コンサート。
- 1993年 「酔狂座オーケストラ」にて「第2回ヤマハ・ジャズ・フェスティバル」出演。
- 1994年「Kick Off」発売記念リサイタル。
- 1997年6月 - 2000年6月 月例ライブレコーディング「丸山繁雄 The Vintage Song Book」を池袋「Kenny's Bar」にて開催[3]。
- 1997年8月 「モントレー・ジャズ・フェスティバル・イン・能登」に特別出演。
- 1999年10月 「阿佐ヶ谷ジャズ・ストリート」に出演。
- 2000年4月 「音楽の実験室」（相模原市民文化財団主催）に米田正義(P)とのデュオで出演。池宮正信と共演。
- 2011年10月 ホテルニューオータニ佐賀でディナーショー開催（佐賀Jazz Aid主催）。山口真文、土岐英史、吉岡秀晃他と共演。
- 2011年10月 「丸山繁雄スーパー・ジャズ・ボーカル・ダンモ・オールスターズ」を率いて、早稲田大学モダンジャズ研究会創立50周年記念コンサート「ダンモ50」（恵比寿・ザ・ガーデン・ホール）に出演[4]。
- 2012年3月「丸山繁雄先生の博士号取得を祝う会」をアルカディア市ヶ谷/私学会館にて開催。
- 2013年3月 Jon Hendricks と13年ぶりの共演（新宿「ジャズ・スポットJ」、金沢「石川県野々市市文化会館」、名古屋「Jazz Inn Lovely」）。
- 2014年2月 練馬文化センター開館35周年記念コンサート「丸山繁雄酔狂座＋JAZZ相談室」。友情出演：瀬川昌久、タモリ、早稲田大学ニューオルリンズジャズクラブ、早稲田大学モダンジャズ研究会。

## ディスコグラフィ
- A Young Father's Song（アケタズ・ディスク、1981年）AD-11LP [5] ウルトラ・ヴァイヴ より2010年2月15日にCDにて再発/CDSOL1118
- YuYu（花工房/アケタズ・ディスク、1987年）AD-22LP [5]
- プナカへの道（花工房、1989年）HD002
- Sweet Lorraine（日本クラウン、1990年）BRJ-7204「Norman Simmonsトリオ」Norman Simmons(p) Lyle Atkinson(b) Kenny Washington(d) とともにニューヨークにてレコーディング。
- Kick Off（キングレコード、1994年）
- 丸山繁雄 The Vintage Song Book（ヴァーヴ・レコード、2001年）UCCJ-2005。

## 著書/記事
- Jazz Vocal Repertory Vol.1～3（単著、リットーミュージック）
- ぼくの細道（連載コラム、スイング・ジャーナル、1987年 - 89年）
- 名曲ダイアリー（連載コラム、東京タイムズ他全国8紙、1989年 - 91年）
- アメリカの芸術（分担執筆、弘文堂、1995年）
- ガーシュインとジャズ、そしてジャズとガーシュイン（コラム、音楽芸術1998年9月号、音楽の友社、1998年）
- クラシック音楽事典（分担執筆、平凡社、戸口幸策監修、2001年）
- ジャズマンとその時代（単著、弘文堂、2006年）
- 名曲の旅（連載コラム、新潟日報、2013年）

## 新聞掲載
- 2012年3月 博士号取得について、朝日新聞「ひと」欄[6]。

## メディアへの出演
- 1985年 「男はつらいよ 寅次郎恋愛塾」（松竹映画、山田洋次監督）
- 1990年 - 1991年 「オール・ジャパン・ジャズ・エイド」（日本テレビ）
- 1998年7月 「テレビ・ジャマー」（衛星放送）
- 1999年10月 「生き生き倶楽部」（NHKラジオ）
- 2012年7月
  - 「サタデイ・ゴウズ・オン」（TOKYO FM）
  - 「Tokyo Morning Radio」（J-WAVE）
  - 「ザ・プライムショー」（WOWOW）
- 2013年3月 「笑っていいとも」、「笑っていいとも増刊号」（フジテレビ）。Jon Hendricsと共演。

## 教育/研究歴
- 1987年 - 日大芸術学部音楽学科講師[7]。作曲・理論コース担当
- 1998年 - The Language Assimilation Phenomenon of African-American Music（アフリカンーアメリカン音楽の言語同化現象）の研究
- 2008年 - Mr.Jazz Vocal 丸山繁雄 Vocal Jazz Workshop（六本木サテンドール定例開催）
- 2009年 - 2012年 Mr.Jazz Vocal 丸山繁雄 丸山ジャズ大学（社会人のためのジャズ講座、渋谷ヤマハ・ミュージック・アヴェニュー）
- 2011年 博士（芸術学、日本大学）
- 2012年 戸口純先生特別講座・現代アメリカの即興音楽（「ジャズ概論」「インプロビゼーション」特別講義、日本大学芸術学部）
- 2013年 - ジャズ・マンとその時代（早稲田大学オープンカレッジ、早稲田大学大隈講堂）

## チャリティー活動
- 1987年11月 ブータン国ユニセフ・チャリティーコンサート（芝増上寺大殿にて、浄土宗東京教区青年会主催）。
- 1989年 一連のユニセフ・チャリティーにて、ブータン国に保健所二カ所建設。
- 2012年7月 東日本大震災復興チャリティ「R!JAZZ in 練馬」実行委員長ならびに出演[8]。

## 評価/受賞歴
- 1983年　明田川荘之「日本ジャズ界に前例を見ない知的革新性」。
- 1990年　「スイングジャーナル」誌第1回批評家投票ボーカル部門第1位。
- 1990年　Jon Hendricks "The most valuable singer."
- 1991年　「スイングジャーナル」誌第2回批評家投票ボーカル部門第1位。
- 1999年　Dr. Samuel McNeely (Tulane University, New Orleans) 「全米のジャズ研究界に未踏の分野」（アフリカンーアメリカン音楽の言語同化現象の研究に対し）、単なる驚きを越えて、奇跡的と言うべき演唱。」「もっとも困難なメロディーやテンポをこれまで聞いたどのアメリカ人歌手よりも完璧に、ネイティブのトリオに融合して表現。」（アルバム「Sweet Lorraine」に対し）、「あらゆるジャンルにインターナショナルな芸域を示す才能。」（アルバム「プナカへの道」に対し）
- 2004年　練馬区地域文化振興課主催「アカペラ・コンテスト」審査員長[9]。
- 2013年　Jon Hendricks "Shigeo is Brilliant","Shigeo He's the one"

## 家族
妻（若見匠風僖）と次男（若見匠祐助）は家元として若見匠流日本舞踊を運営している。